# Eumesocampa
Eumesocampa — рід прихованощелепних комах ряду двохвостів (Diplura).

## Поширення
Рід поширений в Північній Америці.

## Види
До роду відносять 2 види:
- Eumesocampa danielsi Silvestri, 1933
- Eumesocampa lutzi Silvestri, 1933